# Liste antiker Ortsnamen und geographischer Bezeichnungen/Az
| Lateinischer Name | Griechischer Name   | Beschreibung                                    | Heute                                                 | Quellen und Verweise      | Lage |
| ----------------- | ------------------- | ----------------------------------------------- | ----------------------------------------------------- | ------------------------- | ---- |
| Aza               |                     | Stadt in Armenien                               |                                                       | Smith;                    |      |
| Azali             | Ἄζαλοι (Azaloi)     | illyrischer Volksstamm in Pannonien             |                                                       | Smith;                    |      |
| Azanes            |                     |                                                 |                                                       | Smith;                    |      |
| Azanes            |                     |                                                 |                                                       | Smith;                    |      |
| Azani             |                     |                                                 |                                                       | Smith;                    |      |
| Azania            | Ἀζανία (Azania)     | Siedlung von Massalia                           |                                                       | Steph. Byz. s.v.; Smith;  |      |
| Azania            | Ἀζανία (Azania)     | Küste der Barbaria zwischen Aromata und Rhapton | Küste Ostafrikas südlich von Kap Guardafui in Somalia | Smith;                    |      |
| Azanus            |                     |                                                 |                                                       | Smith;                    |      |
| Azara             | Ἄζαρα (Azara)       | Ort in Armenien                                 |                                                       | Strabon xi. p.527; Smith; |      |
| Azekah            |                     |                                                 |                                                       | Smith;                    |      |
| Azenia            |                     |                                                 |                                                       | Smith;                    |      |
| Azetium           | Ἀζητῖνοι (Azētinoi) | Stadt in Apulien                                | Rutigliano in der Provinz Bari                        | PECS; Pleiades; Smith;    |      |
| Aziris            |                     |                                                 |                                                       | Smith;                    |      |
| Aziris            |                     |                                                 |                                                       | Smith;                    |      |
| Azizis            |                     |                                                 |                                                       | Smith;                    |      |
| Azorus            |                     |                                                 |                                                       | Smith;                    |      |
| Azotus, Aschdod   | Ἄζωτος (Azōtos)     | Stadt an der Küste von Palästina                | Aschdod in Israel                                     | PECS; Pleiades; Smith;    |      |